# The Big Mash Up
The Big Mash Up je patnácté studiové album německé skupiny Scooter. Bylo vydáno 14. října 2011. Obsahuje 16 skladeb, z toho 5 singlů.

## Seznam skladeb
1. C.I.F.L – 0:48
2. David Doesn't Eat – 3:37
3. Dreams – 3:11
4. Beyond The Invisible – 3:35
5. Sugary Dip – 3:25
6. It's a Biz – 4:45
7. C'est Bleu – 4:11
8. 8:15 To Nowhere – 4:49
9. Close Your Eyes – 3:26
10. The Only One – 3.32
11. Sex And Drugs And Rock 'N' Roll – 3:34
12. Copyright – 3:29
13. Bang Bang Club – 4:02
14. Summer Dream – 3:20
15. Mashuaia – 6.04
16. Friends Turbo – 3:19

## The Stadium Techno Inferno
Limitovaná verze alba obsahuje záznam z koncertu v Hamburku z roku 2011.
1. Intro
2. Hello! (Good To Be Back)
3. Aiii Shot The DJ
4. Jumping All Over The World
5. The Question Is What Is The Question?
6. I'm Raving
7. The Only One
8. Ramp! (The Logical Song)
9. The Leading Horse
10. Stuck On Replay
11. Frequent Traveler / Sunrise (Here I Am) / Cambodia
12. Jigga Jigga!
13. Habanera
14. Fuck The Millenium / Call Me Mañana
15. No Fate
16. Ti Sento
17. J'adore Hardcore
18. Jump That Rock (Whatever You Want)
19. How Much Is The Fish?
20. One (Always Hardcore)
21. Fire
22. Nessaja
23. Maria (I Like It Loud)
24. Move Your Ass! / Endless Summer / Hyper Hyper